# Infrastructure énergétique
Une infrastructure énergétique est une infrastructure matérielle (ou éventuellement pour partie et localement immatérielle) qui permet le transport (ex : Oléoducs, gazoducs, réseau électrique…) et éventuellement le stockage de différentes formes d'énergies.
Entre le producteur et le consommateur, un gestionnaire de réseau de transport (ou « GRT ») gère l'infrastructure.
Ces réseaux sont généralement structurés en maillages ou en arborescence, et plus ou moins maillés et interconnectés. Dans certains cas ou à certains moments l'énergie peut circuler dans les deux sens (un producteur peut devenir consommateur et inversement, situation qui est amenée à se développer avec la production décentralisée d'énergies renouvelables).
Avec les progrès des TICs, une partie de cette gestion tend à être automatisée, et contrôlée par des systèmes dits « intelligents ».

## En Europe
Un règlement N°347/2013 de 2013 consacré aux nouvelles orientations pour les infrastructures énergétiques transeuropéennes (ou réseaux transeuropéens d'énergie dits « RTE-E ») précise - pour la bonne compréhension des directives 2009/28/CE, 2009/72/CE et 2009/73/CE et les règlements (CE) no713/2009, (CE)no714/2009 et (CE) no715/2009) - que la notion d'infrastructure énergétique est définie dans le cadre énergétique européen comme « tout équipement matériel ou toute installation relevant des catégories d'infrastructures énergétiques qui est situé dans l'Union ou qui relie l'Union à un ou plusieurs pays tiers ».
La Commission européenne souhaite que l'infrastructure énergétique soit mieux interconnectée dans chaque pays, entre tous les pays européens et entre l'Europe et les pays périphériques, voire jusqu'au Sahara dans le cadre du projet Desertec ou d'autres.
Le Règlement de 2013 demande aux États-membres d'accorder priorité et facilités aux projets dits d'« intérêt commun » (c'est-à-dire une centaine de projets d'amélioration du réseau électrique et une cinquantaine pour le réseau gazier, nécessaires selon la Commission à l'achèvement du « réseau énergétique transeuropéen ». Pour y contribuer, l'UE propose, sous l'égide de la commission la création de douze « groupes régionaux chargés de proposer et de réexaminer les projets d'intérêt commun afin de dresser des listes régionales de projets d'intérêt commun. Afin d'assurer un large consensus, ces groupes régionaux devraient assurer une coopération étroite entre les États membres, les autorités de régulation nationales, les promoteurs de projets et les parties prenantes pertinentes. La coopération devrait reposer autant que possible sur les structures de coopération régionale existantes des autorités de régulation nationales et les GRT et sur d'autres structures établies par les États membres et la Commission. Dans le cadre de cette coopération, les autorités de régulation nationales devraient, au besoin, conseiller les groupes régionaux, notamment sur le réalisme des aspects réglementaires des projets proposés et du calendrier proposé pour la décision réglementaire d'approbation ». La commission européenne adoptera une première « liste des projets prioritaires de l'Union » avant le 30 septembre 2013, puis la révisera tous les deux ans, sur la base des listes régionales adoptées par les « groupes régionaux » (qui correspondent chacun à un grand "corridor" énergétique. Il s'agit notamment d'améliorer la sécurité de l'approvisionnement en énergie de tous les États-membres et de mieux intégrer et diversifier les sources renouvelables et de nouvelles capacités de stockage de l'énergie. Le réseau intelligent doit aussi encourager « la participation des utilisateurs à la gestion de leur consommation d'énergie ».
Si un projet n'est plus jugé répondre aux critères d'« intérêt commun », il perd cette qualité et le soutien prioritaire dont il disposait. S'il est jugé « d'intérêt commun » et rencontre des difficultés empêchant sa réalisation, la Commission peut désigner, en accord avec les États membres concernés, un « coordonnateur européen » (pour un an, renouvelable deux fois), afin de faciliter le dialogue entre les parties prenantes, obtenir les permis nécessaires, conseiller les promoteurs de projets sur les sources de financements et veiller au soutien des États-membres concernés.
En tant que transfrontalier, le réseau énergétique doit en Europe respecter la Convention d'Espoo sur l'évaluation de l'impact sur l'environnement dans un contexte transfrontière.

## Enjeux
Un enjeu nouveau est grâce à des réseaux intelligents (smart grid) et plus souples et résilients d'accepter les énergies renouvelables dont la production est moins stable et prévisible (solaire, éolien notamment). Dans le cadre de son projet de troisième révolution industrielle, Jeremy Rifkin appelle de ses vœux un Internet de l'énergie.